# Jungle Fight
O Jungle Fight Championship, ou apenas Jungle Fight, é uma organização de Artes Marciais Mistas (MMA) localizada no Brasil. É considerado o maior campeonato de MMA da América Latina e foi listado em quinto lugar no "Top 10 eventos de MMA regionais" promovido pelo portal Sherdog. Erick Silva, Fabrício Werdum, José Aldo, Lyoto Machida, Rogério Minotouro e Ronaldo Jacaré são alguns dos atletas consagrados mundialmente na modalidade que passaram pelo Jungle Fight.

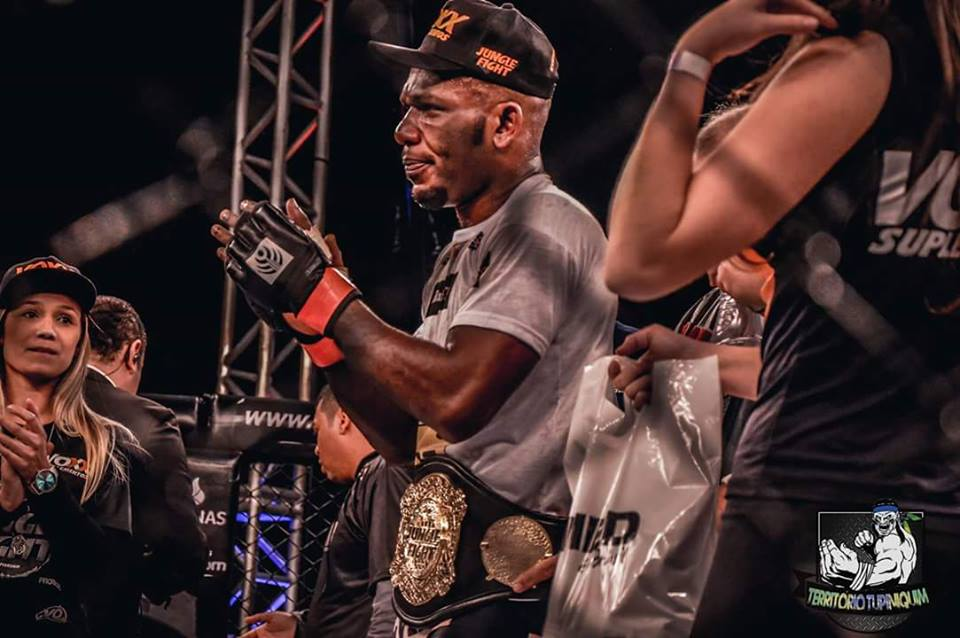
Eric "Parrudo" sagra-se campeão do Jungle Fight.

## História
Criado em 2003 pelo ex-lutador de Jiu-jitsu e MMA brasileiro Wallid Ismail, seu primeiro evento foi em Manaus, Amazonas. Em 2006 realizou um evento na Eslovênia. Não houve disputas em 2007, porém em 2008 iniciou uma série de eventos na cidade do Rio de Janeiro. 
De acordo com a organização, o Jungle Fight é o único evento nacional de MMA transmitido internacionalmente nos EUA e América Latina. Antes transmitido pelo canal Combate, agora é transmitido na televisão aberta, pela Rede Bandeirantes após um contrado realizado entre Ismail e a emissora, prevendo inicialmente 12 eventos.

## Atuais Campeões

### Masculino
| Categoria        | Peso Limite | Campeão                                                        | Defesas de Cinturão | Desafiante | Data | Ex-Campeões                                               |
| ---------------- | ----------- | -------------------------------------------------------------- | ------------------- | ---------- | ---- | --------------------------------------------------------- |
| Peso Pesado      | 120 kg      | Roggers “The Tiger” Sousa                                      | 0                   |            |      | William "Gigante" Baldutti / João Almeida                 |
| Peso Cruzador    | 102 kg      | Bruno Cappelozza                                               | 0                   |            |      |                                                           |
| Peso Meio-Pesado | 93 kg       | Bruno Cappelozza                                               | 0                   |            |      | Dirlei Mão de Pedra                                       |
| Peso Médio       | 84 kg       | Dennys “A Máquina”                                             | 0                   |            |      | André Lobato / Paulo “Borrachinha”                        |
| Peso Meio-Médio  | 77 kg       | Bruce “Soldado de Cristo” Souto                                | 0                   |            |      | Handesson "Boy Doido" Ferreira                            |
| Peso Leve        | 70 kg       | Eric "Parrudo" Barbosa                                         | 1-2                 |            |      | Tiago "Trator" / Ciro "Bad Boy" / Rander Júnio (Interino) |
| Peso Pena        | 65 kg       | Felipe “Cabocão” Colares                                       | 0                   |            |      | Jonas Bilharinho / Otto Rodrigues / Valdines Silva        |
| Peso Galo        | 61 kg       | Eduardo “Máquina Da Dor” Silva                                 | 0                   |            |      | Josenaldo “Naldo” Silva                                   |
| Peso Mosca       | 56 kg       | Denis “Três Dedos” Fontes / Paulo “Capoeira” Oliveira interino | 0 - 0               | Unificação |      | Nildo Katchal / Bruno "The Talent" Menezes                |
| Peso Palha       | 52 kg       | Gilberto “Cangaceiro” Dias                                     | 0                   |            |      |                                                           |

### Feminino
| Categoria           | Peso Limite | Campeã        | Defesas de Cinturão | Desafiante | Data | Ex-Campeãs                  |
| ------------------- | ----------- | ------------- | ------------------- | ---------- | ---- | --------------------------- |
| Peso Galo Feminino  | 61 kg       | vago          | 0                   |            |      | Amanda Lemos                |
| Peso Mosca Feminino | 57 kg       | vago          | 0                   |            |      | Simone “Mulher Gato” Duarte |
| Peso Palha Feminino | 52 kg       | Polyana Viana | 1                   |            |      | Éricka Almeida              |